# Betinho (músico)
Alberto Borges de Barros, conhecido como Betinho (Rio de Janeiro, 1918 - Maringá, 30 de março de 2000) foi um cantor, compositor e guitarrista brasileiro.

## Carreira
Considerado pelos críticos musicais como sendo o primeiro cantor de Rock And Roll do Brasil, Betinho começou a carreira artística como violonista acompanhando seu pai Josué de Barros, descobridor de Carmem Miranda, em apresentações artísticas pelo país. Sempre afrente do seu tempo, foi o pioneiro na utilização do violão elétrico e da guitarra, instrumentos estes até então desconhecidos no cenário musical daquela época. 
Atuou durante vários anos em Buenos Aires na Argentina onde tocou em conjuntos de jazz. Foi guitarrista em diversas orquestras, entre as quais, a do maestro Zacarias. De 1941 até 1946, foi instrumentista da orquestra de Carlos Machado, que se apresentava nos cassinos da Urca e de Icaraí. No início da década de 1950, fundou o grupo Betinho & Seu Conjunto, que obteve vários sucessos, apresentando-se na Rádio Nacional paulista e na boate Excelsior. Em 1953 estreou em disco com seu conjunto gravando pela Copacabana o baião "É Sobremesa", de sua autoria em parceria com Nelson Figueiredo e o choro "Betinho no Choro", de sua autoria. O baião "É Sobremesa" não fez muito sucesso no Brasil, mas chegou a receber sete gravações na Europa, entre as quais, uma com a orquestra do maestro Roberto Ingles com o título de "Sunrise Samba".
Em 1954 obteve grande sucesso com o fox "Neurastênico", parceria com Nazareno de Brito, que logo foi regravado seis vezes no Brasil e oito na Argentina, onde também fez muito sucesso, assim como também no Uruguai. Em 1956, o "Mambo do Galinho", com Nazareno de Brito foi gravado por Cuby Peixoto no LP "Canção do Rouxinol".

## Novo ritmo
No Brasil, a partir de 1955, começa a estourar nas rádios um novo rítmo musical: o Rock And Roll. Aproveitando esta onda, Betinho acaba adquirindo, em uma viagem que fez aos EUA, uma guitarra Fender Stratocaster modelo sunburst em substituição a sua Gibson-Les Paul comprada no início daquela década. Assim, em abril de 1957, com sua nova guitarra e a participação de seu conjunto, é gravada nos estúdio da Rádio Record em São Paulo, o primeiro rock nacional, a música Enrolando O Rock, de autoria sua juntamente com o compositor Heitor Carrilho. A música acabou fazendo parte da trilha sonora do filme "Absolutamente Certo", com Anselmo Duarte e Odete Lara, onde o grupo faz uma aparição (o primeiro clip de rock do Brasil).
No ano seguinte gravou "Little Darlin'", de William, com versão de Heitor Carrilho, o calipso "Baby Lover", de Wandra Herrel e o rock "Peanuts" de J. Cock. Na mesma época, o cantor Valdemar Roberto gravou na Polydor a toada "Vou falar de você", de sua parceria com Nazareno de Brito. Em 1959 gravou com sucesso a guarânia "Quero Beijar-te as Mãos", de Arsênio de Carvalho e Lourival Faissal. Acompanhou com seu conjunto as gravações de diversos artitas, entre os quais, Ronnie Cord, Moacyr Franco em "O rock do mendigo", Gessy Soares de Lima, Rossini Pinto e Cleide Alves.

## Vida Pessoal
Betinho casou-se em 1941 com a polonesa Presyla Herminia Zseja de Barros e tiveram 2 filhos: Alberto Josué Borges de Barros e Irany Borges de Barros.
Em meados da década de 60, Betinho se torna evangélico e mais tarde, um renomado pastor. Passou a compor músicas religiosas no estilo rock-balada, sendo o primeiro guitarrista evangélico do Brasil. Participou de gravações, fazendo solos de guitarras em alguns LPs de cantores do meio evangélico como por exemplo, Luiz de Carvalho.
Após sua jubilação como pastor, foi morar com sua família na cidade de Maringá/PR onde frenquentava a Igreja Batista Sião. Faleceu aos 82 anos cheio de vitalidade, três anos após a morte de sua esposa.
Nesta cidade existe uma rua no bairro de Vila Bosque que leva, em homenagem, o seu nome.

## Discografia

### Como evangélico
Álbuns
- "Uma Rosa Com Amor Para Mamãe" - Luiz de Carvalho - ano: ? (participação fazendo solo de guitarra havaiana);
- "Eu Creio Num Ser" - Luiz de Carvalho - ano: 1977 (participação tocando guitarra);